# Doppo Kunikida
Tetsuo Kunikida (國木田 テツオ Kunikida Tetsuo?,  Chōshi, Chiba, 15 de julio de 1871 - Chigasaki, Kanagawa, 23 de junio de 1908), mejor conocido bajo su seudónimo de Doppo Kunikida (國木田 獨歩 Kunikida Doppo?), fue un novelista, naturalista y periodista japonés, activo durante el período Meiji. Es considerado como uno de los pioneros del naturalismo japonés.

## Primeros años
Doppo Kunikida nació el 15 de julio de 1871 en Chōshi, prefectura de Chiba, bajo el nombre de Tetsuo Kunikida. A pesar de existir dudas acerca de quien fue su padre biológico, fue criado por su madre, Man Awaji, y el esposo de esta, un ex-samurái. En 1874, la familia se trasladó a Tokio, pero terminaría por establecerse en la prefectura de Yamaguchi, más concretamente en la ciudad de Iwakuni, donde Kunikida pasaría su infancia. El área rural de Chōshū —hoy en día, la provincia de Nagato— influiría en el amor de Kunikida por la naturaleza, así como también en el naturalismo presente en sus obras futuras. Kunikida abandonó la escuela en 1888 para ayudar a mantener a su familia, pero volvería a asistir a la escuela, esta vez en Tokio, en 1889.
Estudió en el departamento de Inglés de lo que hoy es la Universidad de Waseda. Interesado en la democracia occidental, su actitud políticamente desafiante hacia la administración de la escuela resultó en su expulsión de la misma en 1891. A la edad de 21 años, fue bautizado por el pastor Masahisa Uemura y se convirtió al cristianismo. Su religión y la poesía de William Wordsworth, influenciaron en su estilo de escritura posterior.

## Carrera literaria

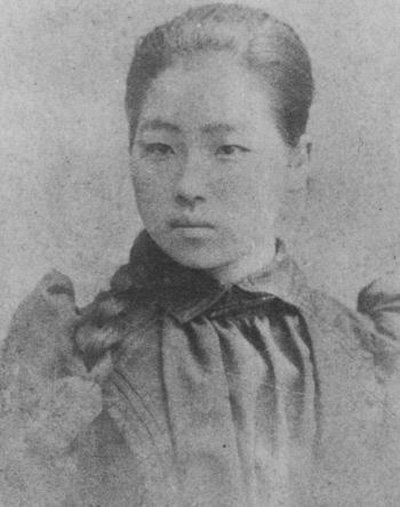
Su primera esposa, Nobuko Sasaki (1878–1949).

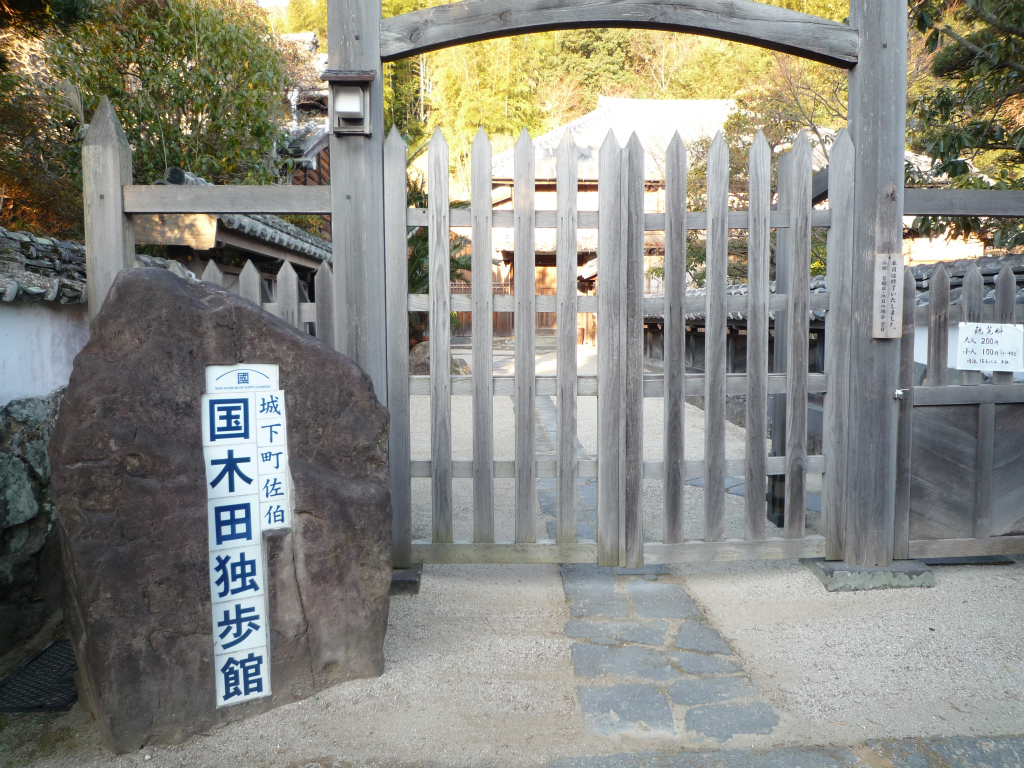
La residencia de Kunikida en Saiki.

En 1892, Kunikida fundó una revista literaria llamada Seinen bungaku (青年文學 lit. "Literatura para la juventud"?). Más adelante, comenzaría a escribir su diario personal, Azamukazaru no ki (欺かざるの記?), el cual sería publicado tras su muerte. En 1893, comenzó a enseñar matemáticas, inglés e historia en la zona rural de Saiki.
En 1894, se unió al equipo de noticias del periódico Kokumin Shimbun como corresponsal de guerra. Sus informes enviados desde el frente de batalla durante la primera guerra sino-japonesa, fueron más tarde recopilados y reeditados póstumamente bajo el título de Aitei Tsushin (愛弟通信?), recopilación que encontró gran aceptación entre los lectores.
Al año siguiente, Kunikida se estableció con sus padres en Tokio, donde editó la revista Kokumin no Tomo y conoció a su futura esposa, Nobuko Sasaki, de quien se cree el escritor Takeo Arishima se basó para escribir su famosa novela, Aru Onna. Contra los deseos de sus padres (la madre de Sasaki incluso le animó a suicidarse en lugar de casarse con Doppo), la pareja contrajo matrimonio en noviembre de 1895. Sin embargo, las dificultades financieras de Kunikida causaron que Sasaki, embarazada, se divorciara de su marido luego de tan sólo cinco meses de matrimonio. Esta unión fallida tuvo un efecto traumático en Kunikida, y su depresión y angustia mental sobre este suceso se puede apreciar en Azamukazaru no Ki, publicado desde 1908 hasta 1909.
Poco después de su divorcio, en 1897, Kunikida se volcó al género de la poesía romántica, coescribiendo la antología Jojoshi (抒情詩?) con Katai Tayama y Kunio Yanagita. Alrededor de esta misma fecha, Kunikida publicó varios poemas que en algún momento serían recopilados en un solo libro, a la par con su cuento Gen Oji (源叔父?). A través de su estilo poético, Kunikida introdujo una corriente nueva en la literatura lírica romántica.

## Últimos años
En 1898, Kunikida volvió a casarse con Haruko Enomoto, una vecina. La pareja tuvo cuatro hijos en diez años: Sadako (1899), Torao (1902-1970), Midori (1904) y Tetsuji (1908), quien nació póstumamente. Publicó su primera colección de cuentos cortos, Musashino (武蔵野?), en 1901. El estilo de Kunikida comenzaría a cambiar con el paso de los años. Aunque Haru no Tori (春の鳥?), escrito en 1904, supuestamente alcanzó el nivel más alto de romanticismo en su época, sus obras posteriores, tales como Kyushi y Take no Kido (竹の木戸?), indican que su autor se volcó más hacia el naturalismo que el romanticismo.
Después de la Guerra ruso-japonesa en 1905, Kunikida erigió un negocio de publicaciones que quebró dos años más tarde. El mismo año fundó una revista, Fujin Gahō. Kunikida contrajo tuberculosis en 1907, y a pesar de trasladarse a un sanatorio en Chigasaki a comienzos de 1908, pereció ante la enfermedad en junio, a la edad de 36 años. Su tumba está ubicada en el Cementerio de Aoyama, en Tokio. Su hijo mayor, Torao, se convirtió en poeta. Su nieto fue el actor Takashi Mita, mientras que su tataranieto es el también actor Ayumu Nakajima.

## Obra
En español se han publicado las siguientes obras:
1. Musashino y otros relatos (2016), Chidori Books, traducción de Javier Camacho Cruz y Andrea Subirá Mora[9]
2. La niebla del río (2022), también el caracol, traducción de Maximiliano Álvarez, Lucía Taloni y Mariana Alonso[10]